# NGC 3673
NGC 3673 је спирална галаксија у сазвежђу Хидра која се налази на NGC листи објеката дубоког неба.
Деклинација објекта је - 26° 44' 12" а ректасцензија 11h 25m 12,7s. Привидна величина (магнитуда) објекта NGC 3673 износи 11,5 а фотографска магнитуда 12,3. Налази се на удаљености од 27,6000 милиона парсека од Сунца. NGC 3673 је још познат и под ознакама ESO 503-16, MCG -4-27-10, UGCA 236, AM 1122-262, IRAS 11227-2627, PGC 35097.